# 1068
1068. је била проста година.

## Догађаји
- Википедија:Непознат датум — Владавина арапске династије Абадида у Севиљи у данашњој Шпанији (од 1023. до 1091).

- 1. јануар – Царица Евдокија Макремволитиса, супруга покојног цара Константина X, удаје се за генерала Романа Диогена (члана истакнуте кападокијске породице) – који је проглашен за савладара Византијског царства као Роман IV.
- Јесен – Роман IV започиње кампању против Селџучких Турака, предводећи византијске експедиционе снаге. Успешно осваја тврђаву Хијеропољ (данас Манбиџ) близу Алепа у северној Сирији.
- Зима – Роман IV оставља део своје војске као заштитну гарду код Мелитене. Византијски гарнизон не успева да заустави селџучки напад који успева да опљачка Аморијум (продирући дубоко у византијску територију). Роман зимује близу Алепа пре него што се врати у Цариград.
- Норманско освајање јужне Италије: Норманске снаге под командом Робертом Гвискара (војводом од Апулије и Калабрије) опседају византијски град Бари.
- Битка на реци Алта: Кумани побеђују снаге Кијевске Руси, великог кнеза Изјаслава I и његове браће Свјатослава II и Всеволода I.
- Кијевски устанак: Град Кијев се побуњује против кнеза Изјаслава I, након пораза Кијевске Русије од Кумана.
- Уништење Ретре: У Аналима Аугзбурга, словенски град се последњи пут помиње у години 1068. Заузима га бискуп Бурхард, који уништава њихов храм и отима светог белог коња који тамо живи.
- Опсада Ексетера: Норманске снаге под краљем Вилијамом I (Освајачем) заузимају град Ексетер након опсаде од 18 дана.
- Вилијам I почиње кампању у Источном Мидлендсу како би угушио побуне у Нотингему, Стафорду, Линколну и Јорку.
- Едгар Етелинг се склонио код краља Малколма III од Шкотске заједно са Едгаровом сестром Маргарет, која се удаје за краља Малколма.
- Зејнаб ан-Нафзавија се удаје за Абу Бакра ибн Умара, вођу Алморавида, и постаје његова краљица и ко-регенткиња.
- Цар Ји Зонг из Западне Сја (или Си Сја) умире након 19-годишње владавине. Наслеђује га седмогодишњи син Хуи Зонг, који преузима престо (до 1086).
- 22. мај – Цар Го-Реизеи умире након 23-годишње владавине, не остављајући директне наследнике на престолу. Наслеђује га брат Го-Санџо као 71. цар Јапана.
- 18. март – Земљотрес погађа Блиски исток, са максималним интензитетом Меркалијеве скале IX. Потреси имају магнитуду већу од 7, а погинуло је око 20.000 људи.

## Рођења
- Википедија:Непознат датум — Хенрик I, енглески краљ (†1135)